# Hilverdinghausen

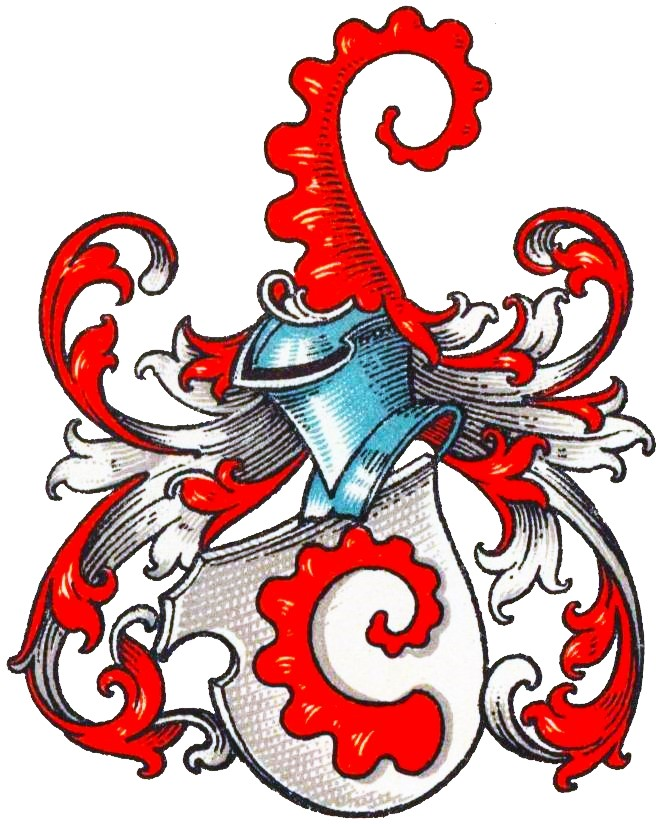
Wappen derer von Hilverdinghausen im Wappenbuch des Westfälischen Adels

Hilverdinghausen (auch Hilbertinchusen, Hilverinchusen, Hilverding o. ä.) ist der Name eines erloschenen westfälischen Adelsgeschlechts.

## Geschichte
Das Geschlecht hat seinen Namen von dem 1029 Hittiwardingenhusen, im 15. Jahrhundert Hilbertinghusen, heute Hilferdingsen genannten Dorf in Unterlübbe, Ortsteil der Gemeinde Hille im Kreis Minden-Lübbecke in Ostwestfalen. Die Familie war insbesondere im Hochstift Minden begütert.
Von 1390 bis 1400 hatte Nikolaus von Hilverdinghausen das Dorf Dankersen in Pfandbesitz. Auch besaß das Geschlecht bis Ende des 16. Jahrhunderts den Burgmannshof Bergrichterhof in Lübbecke. Johann von Hilverdinghausen, auch „von Hilverding“ genannt, verkaufte diesen Hof am 5. Juli 1591 zusammen mit seiner Ehefrau Gertrud von Hüben an den Hauptmann Peter Coeler, zeitweilig Bürgermeister der Stadt Lübbecke. Johann von Hilverdinghausen war Wichgraf der Stadt Minden und hatte einige Jahre zuvor, 1577, einen Lehnbrief für ein Haus in Minden erhalten.

## Persönlichkeiten
- Ilsebe von Hilverdinghausen, 1423 Äbtissin des Stiftes zu Vlotho[6]
- Johann von Hilverdinghausen, 1577 Wichgraf von Minden

## Wappen
Blasonierung: In Silber ein aufrechtes nach links gebogenes rotes Ammonshorn. Auf dem Helm mit rot-silbernen Helmdecken das rote Ammonshorn.
Ältere Siegel von 1450 und 1498 zeigen dagegen ein Seerosenblatt.